# Распад Европейского союза (теория)
Распад ЕС — перспектива прекращения существования Европейского союза как организации или выхода из него значительного числа членов либо наиболее экономически развитых стран-участниц. Изучение возможных сценариев, их предполагаемых последствий, причин появления и развития «центробежных» сил в Европе является предметом изучения политологов, социологов и экономистов, возможность распада или расформирования ЕС упоминается в программах политических партий и лидеров стран Европы.

## Евроскептицизм

### Возникновение
С середины XIX века в Европе началось обсуждение идеи соединённых штатов Европы. Тогда же появилась и её критика, описывающая факторы, препятствующие евроинтеграции.
После создания Европейского союза в странах-участницах появились оппозиционные партии евроскептиков, критикующие общеевропейскую политику или призывающие к выходу своей страны из европейского союза. Наиболее заметным достижением евроскептиков является выход Великобритании из Европейского союза.

### Современный евроскептицизм
Новые исследования и опросы показывают, что начиная с 2016 года скептицизм набирает силу: каждый третий избиратель в настоящее время поддерживает партии, которые критически относятся к блоку или враждебны ему. Парадокс, заложенный в основе ЕС, раскрывается сегодня и показывает, что доля голосов евроскептиков выросла более чем вдвое за два десятилетия, хотя поддержка ЕС остается на рекордно высоком уровне. Резкий рост избирательной успешности партий, поддерживающих евроскептиков, раскрывается в исследованиях проекта PopuList, проведенных академиками, экспертами по популизму и радикализму в ЕС.
Маттис Роудейн (англ. Matthijs Rooduijn), доктор политологии, доцент на кафедре политологии в Амстердамском университете, инициатор создания проекта The PopuList по международному научному сотрудничеству, говорит, что «евроскептицизм процветает, и вряд ли это изменится в ближайшее время».
Проект охватывает все течения евроскептицизма: «жесткий» вариант — прямое неприятие европейской политической и экономической интеграции; активную часть оппозиции, которая отстаивает целостность Евросоюза; и более мягкие и аргументированные возражения против определенных аспектов европейского проекта. Исследования показывают, что с 1992 года, первого года, когда в каждой стране, являющейся членом ЕС, проводились свободные и справедливые выборы, совокупная поддержка европейских крайне правых, крайне левых, а также других скептически настроенных партий, возросла с 15 % почти до 35 %.

#### Брексит
Великобритания покинула Европейский союз 31 января 2020 года в 23:00 по Гринвичу. Основанием для выхода послужил результат консультативного референдума 23 июня 2016 года, когда 51,9 % проголосовавших поддержали выход Великобритании из Европейского союза. Великобритания присоединилась к Европейским сообществам, ставшим основой для будущего Европейского союза, 1 января 1973 года и подтвердила это членство по итогам референдума 1975 года. В то время, как в 1970-х и 1980-х годах выхода из Европейских сообществ требовали политические левые, к 2010-м годам выход из ЕС стал главной политической целью консервативной оппозиции — националистов и евроскептиков. По итогам референдума 2016 года предыдущий премьер-министр Дэвид Кэмерон, выступавший за сохранение Великобритании в составе ЕС, ушёл в отставку, и ему на смену пришла Тереза Мэй. 29 марта 2017 года правительство Великобритании инициировало процедуру выхода в соответствии со статьёй 50 Договора о Европейском союзе; ожидалось, что государство покинет Европейский союз 29 марта 2019 года в 23:00 по Гринвичу.
Тем не менее в результате жёстких разногласий как между ведущими партиями в парламенте, так и внутри самого правительства Великобритании, дата выхода несколько раз откладывалась — парламент отклонял предлагаемые планы выхода и обязывал правительство просить ЕС об отсрочке; в свою очередь, Европейский совет согласился продлить срок выхода до 31 октября 2019 года. Эти разногласия были связаны с различными взглядами на процесс выхода и будущее Великобритании после него: Лейбористская партия настаивала на сохранении таможенного союза с ЕС, в то время как многие члены Консервативной партии считали неприемлемыми предлагаемые в рамках выхода планы выплат по финансовым обязательствам Великобритании перед ЕС, а также создания таможенных барьеров на границе между Северной Ирландией и собственно Ирландией, остающейся в составе Европейского союза. В то же время меньшие партии, как Либеральные демократы, Шотландская национальная партия и другие требовали проведения нового референдума о сохранении Великобритании в составе ЕС.
В результате непрекращающихся разногласий в мае 2019 года Тереза Мэй объявила о своей отставке с поста премьер-министра. Её преемник Борис Джонсон, выбранный членами своей партии на этот пост в июле 2019 года, также не смог получить никаких значительных уступок со стороны ЕС, и, более того, в рамках закона, принятого парламентом 9 сентября 2019 года, был обязан просить руководство ЕС о дальнейшей отсрочке даты выхода.
На парламентских выборах, прошедших 12 декабря 2019 года, выступающие за выход Великобритании из ЕС консерваторы получили большинство мест. После этого был принят закон о выходе из ЕС.
В полночь с 31 января на 1 февраля по центральноевропейскому времени Великобритания формально вышла из Европейского союза. По соглашению с ЕС 31 января 2020 года Великобритания потеряла представительство и право голоса в органах власти ЕС, но при этом она останется частью единого экономического пространства вплоть до конца 2020 года. В течение этих 11 месяцев Великобритания и ЕС должны договориться о новых условиях торговли и сотрудничества.

## ЕС в условиях пандемии 2020 года
Прогнозы прошедшего десятилетия, утверждавшие, что ЕС успешно справится с кризисами, оправдались. ЕС смогла разрешить множество проблем, как экономических, так и политических. Рассматривая вопрос, находится ли ЕС сейчас или окажется когда-либо на грани краха, большинство экспертов считает, что международная организация, состоящая исключительно из либерально-демократических государств, продемонстрирует большую устойчивость и стойкость. В обсуждении перспектив краха ЕС приводятся убедительные доказательства того, что страны, входящие в ЕС, будут и в дальнейшем совместно искать пути выхода из кризисов. В то же время, по мнению аналитиков, оптимистичный прогноз оказался под угрозой в связи с разразившейся пандемией, вызванной вирусом COVID-19.
Центробежные тенденции, появившиеся в ЕС вследствие пандемии, усиливаются: набирают вес политики, отстаивающие национальные интересы; больше поддержки получают антиглобалисты; вводятся более жесткие границы внутри Союза (некоторые правительства ввели ограничения на границах в пределах шенгенской зоны); увеличивается противодействие «зелёной» политике; нарастает напряжение в отношениях не только между восточными и западными, но и северными и южными странами. Недавний опрос общественного мнения, проведённый агентством Dire (итал. Agenzia DIRE) и научно-исследовательским институтом Tecnè (итал. Istituto Tecnè) показал, что если в 2018 году 65 % респондентов считали, что оставаться в ЕС — правильное решение, то весной 2020 года их число снизилось до 44 %. 42 % итальянцев согласны с тем, что следует выйти из ЕС.
Соучредитель RGE Monitor (англ. Roubini Global Economics (RGE)), профессор экономики в Школе бизнеса Леонарда Н. Штерна (Leonard N. Stern School of Business) при Нью-Йоркском университете Нуриэль Рубини утверждает, что мировую экономику ожидает невиданная ранее затяжная рецессия.
Европейская комиссия обнародовала прогноз о том, что экономика Европы в 2020 году сократится на 7,4 %, поскольку это «самый глубокий экономический спад в истории ЕС». Даже если угроза вирусной инфекции пройдёт, экономические последствия могут оказывать давление на мировую экономику спустя месяцы, если не годы, считает глава экономического подразделения Еврокомиссии по экономическим и финансовым делам Маартен Вервей (англ. Maarten Verwey).

## Сценарии распада
Первыми возможными претендентами на выход из ЕС рассматриваются Польша и Венгрия из-за своих достаточно консервативных взглядов населения и правительства. Это вызвано прежде всего принятием беженцев из Ближнего востока и Африки, а также прогрессивной политикой ЕС насчёт ЛГБТ сообщества и его продвижения.
Также, есть вероятность выхода из ЕС стран со внутренними и экономическими проблемами, примером могут стать Испания с каталонским кризисом или Греция со своим экономическим кризисом.

## Последствия
Есть большая вероятность что после выхода очередной страны из ЕС начнется так называемая Цепная реакция и это может привести к полному расформированию Европейского союза.

## Пути решения
По мнению профессора политических наук INSEAD Дугласа Уэббера, стабильность любых международных систем зависит от «доброжелательных» действий страны-гегемона, которая оказывает решающее влияние на принятие новых правил, берет на себя непропорционально большую долю расходов в кризисных ситуациях и обеспечивает единство членов союза путём «взяточничества и скручивания оружием». По его мнению, экономический лидер ЕС Германия играла недостаточно сильную и эффективную роль для предотвращения кризиса союза. Единственным способом избежать распада ЕС в будущем Дуглас Уэббер считает создание новой гегемонической коалиции, которая возьмёт управление союзом в свои руки. Он выделяет три возможных варианта: новый франко-германский союз (объединяющий сильнейшие экономики ЕС), веймарская коалиция (добавляющая к Франции и Германии сильнейшую экономику Восточной Европы Польшу, что позволяет учитывать интересы не только Западной, но и Восточной Европы) и новый ганзейский союз (объединяющий помимо Германии ещё 8 стран Северной Европы от Нидерландов до Балтики). По его мнению, самым правдоподобным выглядит вариант франко-германского союза, но если из-за внутренних проблем коалиция не состоится, ЕС ждёт новая, более мощная волна дезинтеграции. Дуглас Уэббер выделяет два возможных варианта развития событий. В первом случае экономический союз Франции и Германии с традиционно сильными умеренными политическими партиями может стать мощным магнитом для новой консолидации ЕС. Во втором случае евроскептические популистские крайне правые партии на волне экономического кризиса могут прийти к власти в разных странах Европы и тем самым усилить центробежные тенденции в ЕС. Такие тенденции существует и внутри предполагаемых гегемонов ЕС. В бундестаг прошла крайне правая «Альтернатива для Германии», но главной проблемой Уэббер считает Францию. Если Макрону не удастся кардинально перестроить французскую экономику, то его уступки оппозиции подорвут репутацию Франции как инициатора европейской интеграции. По мнению Дугласа Уэббера, ближайшие три года окажутся решающими.

## Текущие процессы в Европе
Греция неоднократно шантажировала ЕС, будто рассматривает возможность выхода из ЕС, пока страна не получит денег. В декабре 2011 греки получили кредитный транш на 8 миллиардов долларов. Как итог, в январе 2012 министр иностранных дел страны Ставрос Димас заявил, что Греция не собирается покидать европейский валютный союз, хотя нынешняя макроэкономическая ситуация остаётся тяжелой.
Выход Великобритании из Европейского союза после 40 лет членства усилил опасения насчёт возможного распада ЕС, который уже столкнулся с проблемами терроризма, слабого экономического роста и массовой миграции. По данным Европейского совета по международным отношениям, выход Великобритании из ЕС вдохновил правые партии во Франции, Нидерландах и других странах на лоббирование 32 аналогичных референдумов у себя дома. Страны ЕС не желают нести расходы на поддержание ЕС и стараются переложить общие расходы на других членов ЕС, что только усиливает коллективные обязательства. Происходит столкновение разных ценностей: например Германия заявила, что страны-должники должны сами отвечать и расплачиваться по своим долгам и нести ответственность за свои решения. И хотя согласно договорённостям убежище беженцам должна предоставлять первая страна, куда они прибыли, страны Южной Европы стараются отправить беженцев другим членам ЕС. Некоторые страны ЕС даже стали восстанавливать пограничные укрепления для недопущения притока беженцев из других стран ЕС. Финансово-экономический кризис подрывает политическую поддержку ЕС. В этих условиях лидеры ЕС слишком слабы, разобщены и не могут объяснить преимуществ объединения перед дезинтеграцией. Отсутствует понимание долгосрочных целей ЕС, которые позволили бы морально пережить текущие трудности, а сами лидеры ставят во главу угла эгоистические интересы своих стран.
По мнению Джорджа Сороса Брексит может привести к распаду ЕС: в частности он отмечает, что после британского референдума появилось движение Frexit от Народного фронта Франции, движение Nexit в Нидерландах и усилению популярности движения пяти звезд в Италии. Американский инвестор и финансист Джордж Сорос считает, что крах евро и распад Европейского союза будут иметь «катастрофические» последствия для мировой финансовой системы. Усугублению кризиса поспособствовали нерешительные действия со стороны Германии.
В одном из интервью член правления ЕЦБ Люк Коэн признал, что впереди Европу ждёт нелёгкий период, но сценарий распада еврозоны он назвал «полнейшей фантазией».
В декабре 2011 бывший директор-распорядитель Международного Валютного Фонда Доминик Стросс-Кан в ходе форума в Пекине высказал сомнения в том, что с распадом ЕС будут моментально решены все проблемы Европы. Вместе с тем, международное рейтинговое агентство Standard & Poor's не ожидает распада европейского валютного союза. Старший экономист европейского подразделения агентства Жан-Мишель Сис заявил: Это не тот сценарий, который мы сегодня рассматриваем.

## Английские источники
- U.K. Exit Heightens Fears of Disintegration The Wall Street Journal
- George Soros: The European Union Is Heading For A 'Disorderly Disintegration' Forbes
- Is the European Union on the brink of disintegration? A new INSEAD book analyses Europe’s ability to stay united INSEAD
- The Growing Danger of EU Disintegration Douglas Webber, INSEAD Professor of Political Science December 17, 2018 INSEAD
- European disintegration? : the politics of crisis in the European Union WEBBER, Douglas
- The Disintegration Of Europe en:Social Europe
- Disagreeable union: Is the EU at risk of a slow disintegration? The Irish Times

### Академические/официальные/стат источники
- https://www.academia.edu/4777805/_2013_EU-Scepticism_vs._Euroscepticism._Re-assessing_the_Party_Positions_in_the_Accession_Countries_towards_EU_Membership_in_Laursen_Finn_ed._EU_Enlargement_Current_Challenges_and_Strategic_Choices_Bruxelles_Peter_Lang
- European Disintegration: A Search for Explanations
- EUROSCEPTICISM OR EUROPHOBIA: VOICE VS. EXIT?
- The Eurozone’s Crisis of Democratic Legitimacy: Can the EU Rebuild Public Trust and Support for European Economic Integration?
- The populist politics of Euroscepticism in times of crisis: comparative conclusions
- Eurobarometer
- A marginalised Britain makes EU break-up more likely
- Majority of Europeans think the EU will fall apart within 20 years, study finds
- Flexible Europe — Is it that much of a stretch?
- Europe’s priority now is to keep the union of 27 together
- Conference report: How to save the EU (англ.). Centre for European Reform. Дата обращения: 9 февраля 2025.